# Андреа Цукерман
Андреа Цукерман (англ. Andrea Zukerman) — персонажка телесеріалів «Беверлі-Гіллз, 90210». Одна з найяскравіших героїнь-феміністок на телебаченні 1990-х. Придумана сценаристом Дарреном Старом, втілена на екрані американською акторкою Габрієль Картеріс.

## Персонажка

### Беверлі-Гіллз, 90210
Андреа — головна редакторка шкільної газети «Блейз». Завжди готова захищати свої журналістські переконання, вона шукає правду за всяку ціну, іноді навіть зачіпаючи почуття друзів, через практично не має їх, і навіть Бренда та Келлі спочатку недолюблювали її.
Була закохана у Брендона, але, зрозумівши, що той відчуває до неї лише дружні почуття, вирішила знайти собі гідного юнака. Андреа найдовше була без хлопця. Вона зустрічалася з республіканцем Джеєм, афроамериканцем Джорданом та помічником професора Деном, з яким мала перший секс в перший рік навчання в коледжі.
Але по-справжньому Андреа закохалася в Джессі Васкеса, який підробляв барменом. Андреа народила від нього доньку Ганну і поїхала з Беверлі-Гіллз, щоб здійснити свою давню мрію — навчання в Єлі, де Васкес мав вести адвокатську практику. Перед від'їздом Андреа каже теплі слова на адресу кожного зі своїх друзів і радить Келлі вибрати Брендона.
Повернувшись до Каліфорнії на зустріч випускників кілька років по тому, хлопці дізналися, що Андреа подала на розлучення. Вона приїжджає на весілля Донни та Девіда і святкує разом з усіма на дівич-вечорі Донни, куди також приїхали Велері Мелоун та директорка «Школи Західного Беверлі-Хіллз», місіс Івон Тізлі.

### 90210: Нове покоління
Сама персонажка у новому серіалі не з'являється, однак в пілоті є донька Андреа, ведуча шкільних новин Ганна Цукерман-Васкес (її зіграла Хеллі Гірш). Більш Ганна в серіалі не з'являється, Андреа або Васкес навіть не згадуються. В наступній сцені учитель Райан Метьюз (у виконанні Райана Егголда) жартує: «Боже, їй що, тридцятник?» — це відсилка до віку, в якому Габріель Картеріс почала грати школярку Андреа в першому сезоні .

### Інші появи
У 2010 році Картеріс з'явилася в рекламі вінтажних джинсів «Old Navy» з Джейсоном Прістлі в ролі Андреа та Брендона, відповідно. За сюжетом, як і в шкільні часи, Андреа закохана в Брендона.

## Виробництво

### Кастинг
Щоб отримати роль Андреа, Габрієль Картеріс довелося збрехати про свій вік.

### Відхід з серіалу
Під час зйомок четвертого сезону, Картеріс — як і її героїня — була вагітна, і оператори всіляко намагалися приховати це, поки за сценарієм Андреа теж не почала готуватися до материнства. Знявшись ще один сезон, акторка залишила шоу наприкінці п'ятого блоку, щоб вести власне ток-шоу «Габрієлла». Пізніше акторка кілька разів поверталася в шоу як запрошена зірка.

### Критика та вплив
Персонажка отримала позитивні відгуки критиків, які відзначали, що Андреа — одна з найцікавіших героїнь серіалу.
Згідно з сайтом американського сленгу «Urban Dictionary», одне зі значень терміна «Zuckered», що можна перекласти просто як «Цукер», стосується людини, чий соціальний і матеріальний статус відрізняється від її постійного оточення й друзів. Головним чином, термін характеризує людину як невдаху і виключену.
На честь нереалізованих відносин Андреа і Брендона названо «Синдром Брендона Волша» — ситуація, коли дівчина закохана в брата своєї подруги.
За оглядом сайту «Feminist Fatale» Андреа — поряд з Баффі Саммерс, Лісою Сімпсон, Рорі Гілмор, Розанною та іншими — названа однією з найяскравіших героїнь-феміністок на телебаченні 1990-х. Тим часом, сайт Yahoo! назвав героїню «Самою погано одягненою телегероїнею 1990-х».